# Enrico Dante
Enrico Leonida Dante (Roma, 5 luglio 1884 – Roma, 24 aprile 1967) è stato un cardinale, arcivescovo cattolico e teologo italiano.

## Biografia
Nacque a Roma il 5 luglio 1884 da Achille Dante, fervente sostenitore garibaldino, e Zenaide Ingegni, morta nel 1892. Aveva due sorelle ed un fratello, missionario in Brasile.
Studiò a Parigi, presso i padri di Sion. Frequentò poi, dal 1901, l'Almo Collegio Capranica, studiando presso la Pontificia Università Gregoriana, dove ottenne i dottorati in filosofia, teologia, diritto canonico e civile, conseguendo poi anche il diploma di avvocato rotale. Il patriarca titolare di Costantinopoli Giuseppe Ceppetelli, vicegerente di Roma, lo ordinò presbitero il 3 luglio 1910 nella chiesa romana di Sant'Apollinare.
Fu docente, presso il Pontificio Ateneo Urbano, di filosofia fino al 1928, di teologia dal 1928 al 1947, officiale della Sacra penitenzieria apostolica dal 1913.
La sua azione pastorale nella diocesi di Roma si svolse in zone allora periferiche della città, in particolare a Torre Nova, e inoltre presso l'arcibasilica lateranense e nella chiesa del Sacro Cuore del Suffragio.
Il 25 marzo 1914 venne nominato maestro soprannumerario delle cerimonie pontificie, incarico corrispondente a quello attuale di cerimoniere pontificio, entrando a far parte del Collegio dei monsignori maestri delle cerimonie pontificie, in cui sarebbe rimasto ininterrottamente fino al 1965.
In oltre cinquant'anni diresse circa quattromila cerimonie, partecipò ai riti esequiali di cinque pontefici: Pio X, Benedetto XV, Pio XI, Pio XII e Giovanni XXIII. Prese parte ai conclavi del 1914, del 1922, del 1939, del 1958 e del 1963. Agli ultimi due partecipò in qualità di prefetto delle cerimonie, come anche ai riti del Concilio Vaticano II.
Ad una settimana dall'improvvisa morte del prefetto delle cerimonie pontificie Carlo Respighi, corrispondente all'odierno maestro delle celebrazioni liturgiche pontificie, il 13 giugno 1947 papa Pio XII lo chiama a succedergli. Il Dante ricoprì tale ufficio fino al 21 febbraio 1965, data in cui fu creato cardinale.
Nella Sacra Congregazione dei Riti divenne successivamente sostituto aggiunto il 26 ottobre 1923, sottosegretario il 27 maggio 1943, prosegretario il 24 gennaio 1959, infine segretario il 5 gennaio 1960, succedendo ad Alfonso Carinci, arcivescovo titolare di Seleucia di Isauria, ormai novantottenne.
Il 28 agosto 1962 papa Giovanni XXIII lo nominò arcivescovo della sede titolare, "pro illa vice" arcivescovile, di Carpasia nell'approssimarsi dell'apertura del Concilio Ecumenico Vaticano II, assieme ad altri cinque segretari di Sacre Congregazioni non ancora vescovi: Giovanni Battista Scapinelli di Leguigno, Beniamino Nardone, Cesare Zerba, Pietro Palazzini, Paul-Pierre Philippe. La consacrazione episcopale venne conferita loro nell'arcibasilica lateranense, il successivo 21 settembre, dallo stesso papa Giovanni XXIII, coadiuvato da Francesco Carpino, arcivescovo titolare di Sardica e assessore della sacra congregazione concistoriale, e da Pietro Parente, arcivescovo titolare di Tolemaide di Tebaide e assessore del Sant'Uffizio.

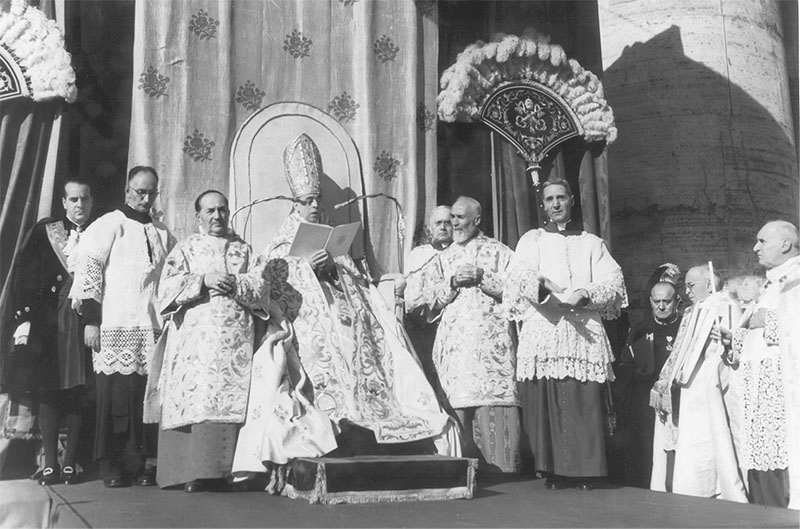
Mons. Dante dirige la cerimonia per la proclamazione del dogma dell'Assunzione di Maria presieduta da papa Pio XII, 1950.

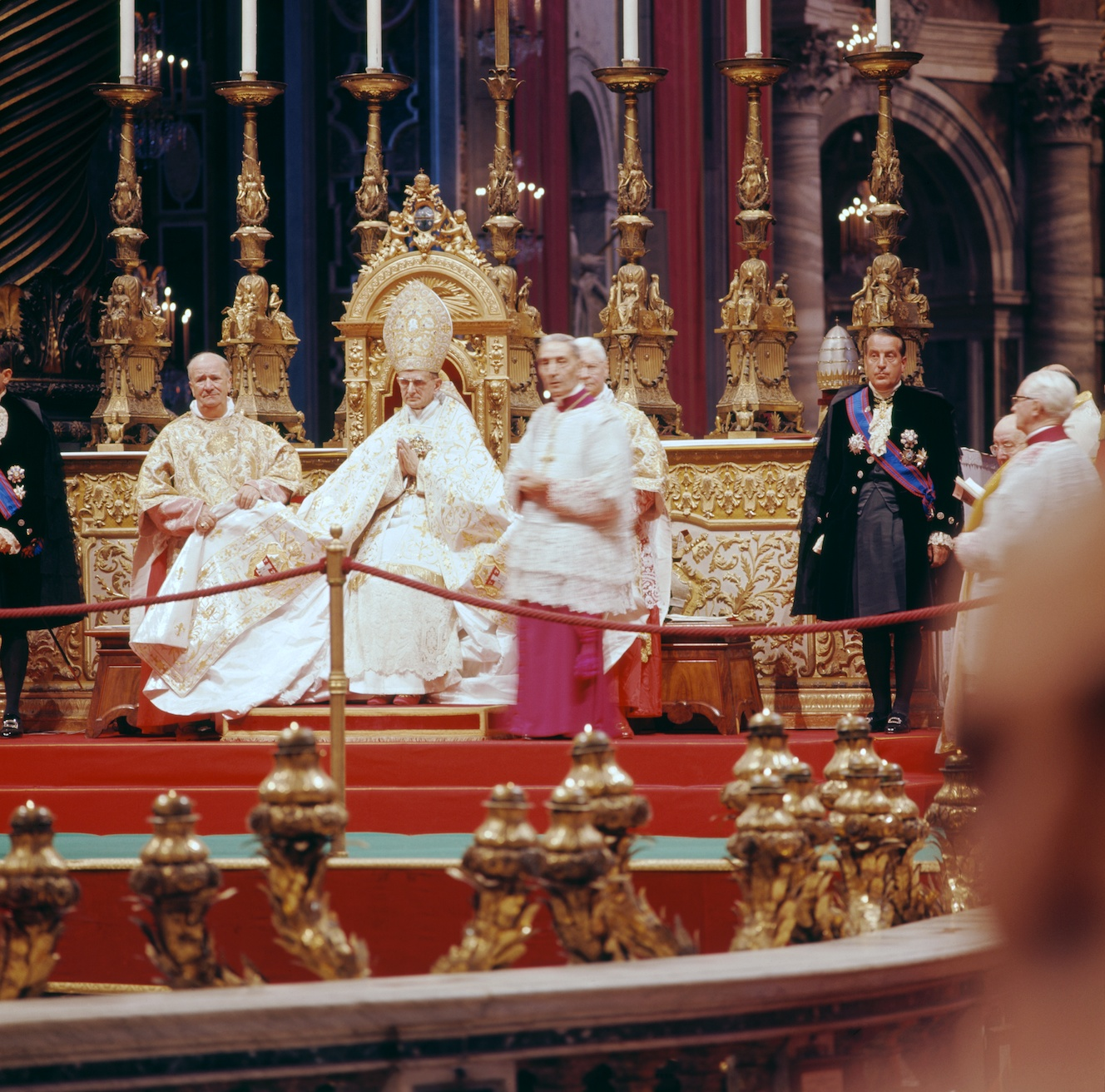
Mons. Dante alla sinistra di papa Paolo VI durante il Concilio Vaticano II.

Partecipò a tutte le sessioni del Concilio Ecumenico Vaticano II e nel 1964 accompagnò Paolo VI nei suoi viaggi apostolici in Palestina e in India.
Il 22 febbraio 1965, quasi alla conclusione del Concilio Ecumenico, che si sarebbe chiuso il 7 dicembre seguente, venne creato cardinale presbitero di Sant'Agata dei Goti, diaconia elevata pro illa vice a titolo presbiterale.
A motivo della sua creazione a cardinale, lasciò l'incarico di prefetto delle cerimonie pontificie, tuttavia non venne subito nominato un nuovo prefetto, in quanto era in corso il processo di riforma liturgica, conseguente alla costituzione Sacrosanctum Concilium, e di riforma della corte pontificia, disposta da papa Paolo VI. Il papa decise, pertanto, di nominare un reggente ad interim della prefettura: prima Salvatore Capoferri e poi Adone Terzariol, mentre nel 1967 fu nominato un delegato ad operare una prima riforma del cerimoniale papale nella persona del lazzarista padre Annibale Bugnini.
Soltanto dal 7 gennaio 1970 vi fu la nomina di un nuovo maestro delle celebrazioni liturgiche pontificie nella persona del pavese Virgilio Noè.
Il cardinale Dante fu anche decano del capitolo della basilica di Santa Maria in Montesanto e fu per quarant'anni confessore presso la chiesa del Sacro Cuore del Suffragio. Era un tifoso appassionato della Roma e praticava l'alpinismo.
Morì a Roma il 24 aprile 1967 per un tumore e fu sepolto nella cripta della sua chiesa titolare.

## Genealogia episcopale
La genealogia episcopale è:
- Cardinale Scipione Rebiba
- Cardinale Giulio Antonio Santori
- Cardinale Girolamo Bernerio, O.P.
- Arcivescovo Galeazzo Sanvitale
- Cardinale Ludovico Ludovisi
- Cardinale Luigi Caetani
- Cardinale Ulderico Carpegna
- Cardinale Paluzzo Paluzzi Altieri degli Albertoni
- Papa Benedetto XIII
- Papa Benedetto XIV
- Papa Clemente XIII
- Cardinale Bernardino Giraud
- Cardinale Alessandro Mattei
- Cardinale Pietro Francesco Galleffi
- Cardinale Filippo de Angelis
- Cardinale Amilcare Malagola
- Cardinale Giovanni Tacci Porcelli
- Papa Giovanni XXIII
- Cardinale Enrico Dante